# Seznam osebnosti iz Četrtne skupnosti Vič
Seznam osebnosti iz Četrtne skupnosti Vič vsebuje osebnosti, ki so se tu rodile, delovale ali umrle.
Četrtna skupnost Vič je ožja enota Mestne občine Ljubljana in zajema trinajst četrti oziroma sosesk: Mirje, Bičevje, Bonifacija, Vič, Mestni log, Dolgi most, Kozarje, Kosovo polje, Majland in Žeje.

## Arhitektura in oblikovanje
- Peter Bezlaj (? – med 1515 in 1527, Ljubljana –Vič), arhitekt
- Peter (Pier Antonio) Battelino (2. februar 1820–23. januar 1908, Ljubljana – Vič), arhitekt
- Zoran Rant (14. september 1904, Ljubljana – 12. februar 1972, München, Nemčija, pokopan na Ljubljanskem Viču), konstruktor in profesor
- Stanislav Rohrman (24. januar 1899, Novo mesto – 29. marec 1973, Ljubljana – Vič), arhitekt
- France Berlič (1913–2003, Ljubljana – Vič), arhitekt
- Oton Battelino (29. september 1908–25. maj 2003, Ljubljana – Vič), gradbenik
- Savin Sever (27. junij 1927, Krško – 12. april 2003, Ljubljana – Vič), arhitekt, član SAZU, prejemnik več nagrad
- Valentin Battelino (5. september 1910–31. maj 2005, Ljubljana – Vič), arhitekt
- Niko Kralj (7. september 1920, Zavrh pri Trojanah – 15. julij 2013, Ljubljana – Vič), arhitekt, industrijski oblikovalec, profesor, prejemnik domačih in tujih nagrad
- Bruno Urh (1968-), arhitekt — utemeljitelj arhitekturne smeri Holotecture, pesnik, dramatik, ilustrator.

## Gospodarstvo
- Franc Matej Zorn plemeniti Mildenheim (29. september 1731, Ljubljana – 13. april 1790, Ljubljana – Vič), fiziokrat in meliorator Ljubljanskega barja
- Ivan Belič (1832–1920, Ljubljana – Vič), ljubljanski občinski svetnik, hišni posestnik in gostilničar
- Anton Justin (1884–1930, Ljubljana – Vič), industrialec (električne naprave)
- Janez Sešek (1904–67, Ljubljana – Vič), čevljarski mojster

## Znanost: naravoslovje in humanistika

### Agronomija
- Jože Skubic - Edi (8. januar 1901, Zgornja Slivnica – 17. maj 1936, Ljubljana – Vič), agronom, nekaj časa? je vodil? tiskarno? Podmornica?? (MED 2. SV.VOJNO JE BIL ŽE MRTEV!!)??
- Marjan Ažnik (7. februar 1927, Ljubljana – 31. julij 2010, Ljubljana – Vič), agronom

### Elektrotehnika in računalništvo
- Ludvik Gyergyek (2. september 1922, Vidonci – 22. december 2003, Ljubljana – Vič), utemeljitelj študija avtomatike, kibernetik, profesor in akademik
- Marko Topič (8. julij 1967, Ljubljana –), elektrotehnik, dobitnik zlatega znaka Jožefa Stefana 1997
- Blaž Zupan (26. januar 1968, Postojna –), računalničar, profesor, dobitnik več nagrad
- Marinka Žitnik (23. april 1989, Ljubljana –), računalničarka, dobitnica zlatega znaka Jožefa Stefana 2017

### Humanistika
- Ivan Prijatelj (23. december 1875, Vinice – 23. maj 1937, Ljubljana – Vič), literarni teoretik in zgodovinar
- Avgust Žigon (8. januar 1877, Ajdovščina – 15. julij 1941, Ljubljana), literarni zgodovinar, teoretik, bibliotekar in prešernoslovec
- Dušan Maruzzi (1. julij 1883–30. november 1956, Ljubljana – Vič), pionir esperanta, pravnik | povezava? (geslo v esperantu: Duŝan Maruzzi)
- Rajko Nahtigal (14. april 1877, Novo mesto – 29. marec 1958, Ljubljana), slavist, filolog, jezikoslovec in akademik, prvi predsednik SAZU, stanoval na Mirju
- Radoslav Hrovatin – Racko (8. februar 1908, Ptuj – 18. januar 1978, Ljubljana – Vič), etnomuzikolog, glasbeni pedagog
- Maila Golob (31. avgust 1907, Dunaj, Avstrija – 8. januar 1993, Ljubljana – Vič), prevajalka
- Vilko Novak (28. april 1909, Beltinci – 8. oktober 2003, Ljubljana – Vič), etnolog, slavist, literarni zgodovinar, urednik in prevajalec, zaslužni profesor UL in častni član Slavističnega društva Slovenije, prejemnik Murkove nagrade in srebrnega častnega znaka svobode RS
- Ivan Urbančič (12. november 1930, Robič – 7. avgust 2016, Ljubljana – Vič), filozof in prevajalec
- Erika Mihevc Gabrovec (4. december 1927 – 17. maj 2017, Ljubljana – Vič), profesorica, klasična filologinja

### Fizika in matematika
- Lavo Čermelj (10. oktober 1889, Trst, Italija – 1980, Ljubljana), fizik, astronom, publicist in glasnik usode Primorske pod fašizmom
- Vladimir Dintinjana (1915–2002, Ljubljana – Vič), statistik
- Milan Osredkar (19. oktober 1919, Ljubljana – 8. april 2003), fizik, direktor in častni član IJS, prejemnik zlatega častnega znaka RS, posebej za delo pri Radiu Kričač, častni meščan Ljubljane
- Svjetlana Fajfer (27. marec 1954, Visoko, Bosna in Hercegovina –), fizičarka, profesorica, prejemnica Zoisove nagrade
- Dragan Mihailović (2. marec 1958, Novi Sad, Srbija –), fizik
- Iztok Arčon (1961–), fizik, profesor, dobitnik zlatega znaka Jožefa Stefana 1996
- Zdravko Kutnjak (1962–), fizik, dobitnik zlatega znaka Jožefa Stefana 1994
- Leon Cizelj (1. januar 1964, Celje –), fizik, profesor, dobitnik zlatega znaka Jožefa Stefana 1994
- Tomaž Mertelj (1965–), fizik dobitnik zlatega znaka Jožefa Stefana 1998
- Boštjan Zalar (1965–), fizik, direktor IJS, profesor
- Denis Arčon (1968–), fizik, profesor, dobitnik zlatega znaka Jožefa Stefana 1999
- Matej Lipoglavšek (1968–), jedrski fizik
- Aleš Omerzu (1968–), fizik, dobitnik zlatega znaka Jožefa Stefana 2001
- Tomaž Prosen (1970–), fizik, dobitnik zlatega znaka Jožefa Stefana 1998, prejemnik več nagrad
- Martin Klanjšek (1977–), fizik trdne snovi, dobitnik zlatega znaka Jožefa Stefana 2005
- Andrej Zorko (1977–), fizik, dobitnik zlatega znaka Jožefa Stefana 2007
- Rok Žitko (12. april 1978, Ljubljana –), fizik, dobitnik zlatega znaka Jožefa Stefana 2008 in Prešernove nagrade

### Kemija
- Jernej Jernejčič (1933–77, Ljubljana – Vič), kemik
- Matilda Jernejčič (1933–2017, Ljubljana – Vič), kemičarka
- Miran Čeh (5. september 1958, Ljubljana –), inženir kemije
- Milena Horvat (11. september 1958, Celje –), inženirka kemije, znanstvena svetnica na IJS, profesorica
- Igor Križaj (1963, Idrija –), biokemik, toksikolog, profesor, dobitnik zlatega znaka Jožefa Stefana 1997
- Boris Turk (1964–), biokemik, profesor, predsednik IJS
- Franc Pirnat (31. maj 1920–28. december 1959, Ljubljana – Vič), inženir kemije

### Medicina
- Alfred Šerko st. (16. julij 1879, Cerknica – 14. juanuar 1938, Ljubljana – Vič), nevrolog in psihiater, pedagog, dekan MF UL in rektor UL
- Milan Černelč (31. avgust 1920, Dunaj, Avstrija – 11. februar 1972, Maribor, pokopan na Ljubljanskem Viču), endokrinolog in hematolog, internist
- Borut Furlan (4. oktober 1921, Italija – 25. februar 1973, Ljubljana – Vič), zdravnik, pravnik, partizan in profesor
- Valter Krušič (tudi Walter) (17. januar 1913, Trst, Italija – 5. januar 1980, Ljubljana – Vič), stomatolog in publicist
- Bogdan Brecelj (6. maj. 1906, Gorica, Italija – 9. september 1986, Ljubljana – Vič), začetnik ortopedije in rehabilitacijske medicine, prodekan MF UL, sodelavec gorske reševalne službe
- Jože Beniger (29. april 1909, Ljubljana – Vevče – 7. maj 1891, Ljubljana – Vič), zdravnik, častnik JLA, pomembno je prispeval k ustanavljanju bolnišnice dr. Petra Držaja
- Bogomir Skerget (1924–97, Ljubljana – Vič), zdravnik in profesor
- Franc Srakar (17. december 1930–5. marec 1997, Ljubljana – Vič), avtor prvega učbenika za ortopedijo, profesor, alpinist in gorski reševalec
- Draga Černelč (30. november 1921, Zgornja Bela – 16. februar 2002, Ljubljana – Vič), pediatrinja, alergologinja in začetnica klinične pediatrije v MB
- Nasta Mihevc Srakar (19. november 1930 – 5. oktober 2012, Ljubljana – Vič), pediatrinja, onkologinja
- Rudolf Pavlin (29. marec 1922, Ljubljana – 17. september 2018,  Ljubljana – Vič), zdravnik, patofiziolog, profesor in predstojnik Inštituta za patofiziologijo MF UL, prejemnik Kidričeve nagrade

### Naravoslovnotehniške vede
- Črtomir Nagode (6. april 1903, Metlika – 27. avgust 1947, Ljubljana), inženir, politik, gradbenik, geolog, žrtev Nagodetovega procesa
- Alfred Šerko ml. (17. februar 1910, München, Nemčija  – 7. september 1948, Raša, Hrvaška, pokopan na Ljubljanskem Viču), krasoslovec, speleolog in zdravnik
- Alojz Zorc (17. julij 1912, Dobrova – 18. avgust 1963, El Kef, Tunizija, pokopan na Ljubljanskem Viču), geolog in rudarski strokovnjak
- Dragotin Pavko (tudi Drago) (1. december 1920, Ptuj – 21. maj 1966, Ljubljana – Vič), metalurg, rudar in profesor
- Viktor Turnšek ml. (28. november 1911, Weiz, Avstrija – 18. avgust 1981, Ljubljana – Vič), gradbenik in strokovnjak za raziskavo materiala
- Bogomir Dobovišek (25. februar 1922, Šmarje pri Jelšah – 29. junij 1988, Ljubljana – Vič), metalurg, profesor, dekan NTF
- Vera Gregorič (2. november 1925, Ljubljana – 5. februar 2011, Ljubljana – Vič), geologinja in pedagoginja

### Strojništvo
- Viktor Turnšek st. (12. februar 1884, Žlabor – 11. januar 1953, Ljubljana – Vič), strojnik
- Dobromil Uran (4. junij 1896, Ljubljana – 15. april 1965, Ljubljana – Vič), inženir strojništva, strokovnjak za železnice in varjenje, profesor

### Drugo
- Milan Šerko (13. april 1881, Cerknica – 1965, Ljubljana – Vič), botanik, naravoslovec, učitelj
- Marijan Pavčič (1909–71), veterinar, profesor in direktor Veterinarskega zavoda Slovenije

## Letalstvo
- Janez Golob (23. julij 1923–22. julij 1939, Ljubljana – Vič), dijak in pripravniški pilot
- Igo Šarc (27. marec 1928–23. maj 1963, Ljubljana – Vič), pilot
- Ivo Janez Sešek (1929–96, Ljubljana – Vič), poskusni pilot in fotoreporter

## Politika in pravo
- Jakob Kavčič (26. april 1851, Gorenji Vrsnik – 21. februar 1923, Ljubljana – Vič), pravnik, predsednik okrožnega sodišča v NM, zbral je pravno izrazoslovje in bil eden najodločnejših borcev za ustanovitev univerze
- Albert Levičnik (1873–1945), sodnik svetnik
- Boris Kidrič (10. april 1912, Dunaj, Avstrija – 11. april 1953, Beograd, Srbija), politik, politični komisar, partizan in narodni heroj, prejemnik več odlikovanj, podpornik in pobudnik IJS
- Boris Furlan (10. november 1894, Trst, Italija – 10. junij 1957, Ljubljana –Vič), pravnik, prevajalec in liberalni politik, spiker na Radiu London, obsojen na Nagodetovem procesu
- Franc Leskošek – Luka (partizansko ime Peter Strugar) (9. december 1897, Celje – 5. junij 1983, Ljubljana), častnik, politik in narodni heroj, prejemnik več odlikovanj
- France Lubej (ilegalno ime Drejče Jaklič) (25. januar 1898, Dol pri Ljubljani – 9. februar 1985, Maribor), pedagog, partizan, prvoborec, načelnik ljubljanske organizacije Sokola
- Josip Rus (16. marec 1893, Bled – 15. september 1985, Ljubljana), sodnik, politik in telesnovzgojni delavec Sokola, eden od ustanoviteljev Protiimperialistične fronte
- Zoran Polič (partizansko ime Marko Skalar) (20. december 1912, Lenart v Slovenskih Goricah – 12. junij 1997, Ljubljana), pravnik, politik, partizan in prvoborec, član Sokola
- Miloš Kuret (1955–2014, Ljubljana – Vič), slovenski diplomat

## Publicistika
- Ciril Štukelj (23. marec 1903, Motnik – 15. maj 1950, Ljubljana – Vič), politik, časnikar in prevajalec
- Aljoša Furlan (4. oktober 1926, Italija – 20. marec 1963, Ljubljana – Vič), novinar
- Fran Vatovec (30. maj 1901, Gradišče ob Soči, Italija – 19. februar 1976, Ljubljana – Vič), časnikar in zgodovinar
- Marija Velkavrh (16. marec 1941 – 8. avgust 1989, Ljubljana – Vič), napovedovalka RTV
- Branko Vrčon (19. marec 1907, Dobravlje – 22. september 1990, Ljubljana – Vič), publicist, prevajalec in pravnik
- Tomo Martelanc (25. februar 1928, Ljubljana – 14. september 2000, Ljubljana – Vič), novinar, komunikolog, bibliotekar in profesor, prejemnik Tomšičeve in Čopove nagrade
- Mile Vreg (1950–2000, Ljubljana – Vič), radijski in TV-novinar, urednik
- France Vreg (10. september 1920–31. maj 2007, Ljubljana – Vič), novinar, komunikolog in profesor
- Tugo Klasinc (22. oktober 1923, Ljubljana – 7. januar 2018, Ljubljana – Vič), radijski in televizijski novinar, pionir športnega novinarstva, prejemnik več odlikovanj, diplomat

## Religija
- Franc Šušteršič (22. januar 1864, Ljubljana – Vič – 24. marec 1911, Ljubljana – Vič), izseljenski duhovnik
- Avguštin Čampa (28. december 1869–13. junij 1922, Ljubljana – Vič), prvi viški župnik
- Hadrijan Kokolj (rojen Franc Kokol) (4. november 1882–16. september 1946, Ljubljana – Vič), frančiškan, učitelj
- Arhangel Appej (6. junij 1876–17. oktober 1956, Ljubljana – Vič), katehetski svetnik in zlatomašnik

## Šolstvo
- Anton Stres (30. junij 1871, Bovec – 10. avgust 1912, Ljubljana – Vič), nadučitelj in planinski pisec
- Anton Arko (1869–1914, Ljubljana – Vič), strokovni učitelj
- Pavla Marinko (5. januar 1890–21. december 1918, Ljubljana – Vič), učiteljica
- Anton Fakin (13. junij 1885, Škrbina, Komen – 1963), učitelj, prvi ravnatelj Gimnazije Vič
- Mira Engelman (26. november 1881, Ljubljana – 15. december 1970, Ljubljana – Vič), učiteljica, članica Sokola
- Helena Gizela Stupan (rojena Tominšek) (21. april 1900, Kranj – 29. oktober 1992, Ljubljana), filologinja, doktorica arheologije, profesorica in ravnateljica Gimnazije Vič
- Leopold Zubalič (13. december 1915,  Roč, Hrvaška – 25. januar 2000, Trst, Italija, pokopan na Ljubljanskem Viču), vzgojitelj, ekonomist, pisatelj in prevajalec

## Šport
- Milan Česnik (1. junij 1920, Ljubljana – 26. junij 1942, Ljubljana), telovadec, borec proti okupaciji, član varnostno-obveščevalne službe OF, prejel odlikovanje red narodnega heroja
- Malči Belič (7. julij 1908, Ljubljana – 31. januar 1943, Ljubljana), telovadka, predvojna organizatorka delavskega gibanja, narodna herojka, partizanska kurirka
- Fanči Bernik (29. december 1906, Ljubljana – 7. oktober 1965, Ljubljana – Vič), atletinja, nosilka državnega in svetovnega rekorda v suvanju krogle, tekmovala na OI
- Marta Pustišek (21. februar 1917, Ljubljana – 2. avgust 1966, Ljubljana – Vič), telovadka in pedagoginja

## Umetnost

### Glasba
- Franc Trost (25. september 1857, Benetke, Italija – 1. februar 1940, Ljubljana – Vič), glasbenik in šolnik
- Angela Trost (27. februar 1883, Vodice – 5. marec 1962, Ljubljana – Vič), glasbena pedagoginja
- Janez Lipušček (31. december 1914, Ljubljana – 5. december 1965, Ljubljana – Vič), operni pevec in lirski tenorist, član Slovenskega okteta
- Davorin Zupanič (1912–83, Ljubljana – Vič), dirigent in urednik RTV Beograd
- Boris Frank (19. september 1934–15. november 1999, Ljubljana – Vič), glasbenik
- Rudolf Francl (12. april 1920, Ljubljana – 15. junij 2009, Ljubljana – Vič), operni pevec tenorist, član Slovenskega okteta, prejemnik Prešernove nagrade in srebrnega častnega znaka svobode RS, častni meščan Ljubljane
- Urban Golob (18. maj 1970, Ljubljana – 26. februar 2015, Ljubljana – Vič), glasbenik, alpinist in fotograf
- Ondina Otta Klasinc (16. julij 1924, Italija – 14. junij 2016, Ljubljana – Vič), operna pevka
- Pavel Oman (1931–1. september 2018, Ljubljana – Vič), glasbenik, trobentač

### Gledališče in film
- Stane Česnik (11. maj 1915, Ljubljana – 1. julij 1969, Ljubljana – Vič), gledališki igralec in operni pevec
- Brane Ivanc (19. avgust 1937, Sodražica – 10. marec 1991, Golnik, pokopan na Ljubljanskem Viču), igralec
- Minca Jeraj (3. junij 1927–1. februar 2012, Ljubljana – Vič), igralka
- Lenča Ferenčak (18. marec 1938–24. december 2015, Ljubljana – Vič), igralka

### Književnost
- Ivo Trošt (6. december 1865, Col – 3. oktober 1937, Ljubljana Vič), pisatelj in profesor
- Alojz Kraigher (22. april 1877, Postojna – 25. februar 1959, Ljubljana – Vič), pisatelj, publicist in zdravnik
- Fran Saleški Finžgar (9. februar 1871, Doslovče – 2. junij 1962, Ljubljana), pisatelj, dramatik, prevajalec in duhovnik, stanoval na današnji Finžgarjevi ulici
- Tone Seliškar (1. april 1900, Ljubljana – 10. avgust 1969, Ljubljana), pesnik in pisatelj, stanoval na Bičevju
- Mira Mihelič (14. julij 1912, Split, Hrvaška – 4. september 1985, Ljubljana), pisateljica in prevajalka, prejemnica Prešernove in Župančičeve nagrade
- Vitomil Zupan (18. januar 1914, Ljubljana – 14. maj 1987, Ljubljana), pisatelj, pesnik, dramatik in esejist, stanoval na Valjavčevi ulici, kjer je oddajal ilegalni radio OF  Kričač
- France Brenk (1912—90), filmski delavec, filmski zgodovinar, publicist in pedagog, stanoval na Mirju v t. i. Turškem gradu
- Ruža Vreg (1921–94, Ljubljana – Vič), pisateljica in zdravnica
- Andrej Hieng (17. februar 1925, Ljubljana – 17. januar 2000, Ljubljana), pisatelj, dramatik, režiser, scenarist in dramaturg, prejemnik več nagrad
- Mila Kačič (5. oktober 1912, Sneberje pri Ljubljani – 3. marec 2000, Ljubljana), pesnica, igralka in klasična pevka, prejemnica več nagrad
- Ivan Bratko (15. februar 1914, Celje – 23. marec 2001, Ljubljana – Vič), pisatelj, publicist, partizan, rezervni podpolkovnik JLA, prvoborec in prejemnik več odlikovanj
- Boris Fakin (Igor Torkar) (13. oktober 1913, Kostanjevica na Krasu – 1. januar 2004, Ljubljana – Vič), dramatik, pesnik in pisatelj, publicist, profesor ter kemik
- Janez Menart (29. september 1929, Maribor – 22. januar 2004, Ljubljana), pesnik in prevajalec, ko je nastajala zbirka Pesmi štirih, je bival v viškem župnišču
- Kristina Brenk (22. oktober 1911, Horjul – 20. november 2009, Ljubljana), pisateljica, pesnica, dramatičarka, prevajalka in urednica, stanovala na Mirju v t. i. Turškem gradu
- Ciril Zlobec (4. julij 1925, Ponikve – 24. avgust 2018, Ljubljana), pesnik, pisatelj, publicist, prevajalec, novinar, urednik, politik, ko je nastajala zbirka Pesmi štirih, je bival v viškem župnišču

### Slikarstvo
- Rihard Jakopič (12. april 1869, Ljubljana – 21. april 1943, Ljubljana), slikar, na Mirju je imel atelje
- Matej Sternen (20. september 1870, Verd pri Vrhniki – 28. junij 1949, Ljubljana), slikar in restavrator
- Maksim Sedej (26. maj 1909, Žiri – 13. maj] 1974, Ljubljana – Vič), slikar, pesnik in profesor
- Nande Vidmar (17. avgust 1899, Prosek pri Trstu, Italija – 16. junij 1981, Ljubljana – Vič), slikar in grafik, prejemnik Prešernove nagrade
- Tine Gorjup (6. januar 1909–2. september 1991, Ljubljana – Vič), akademski slikar
- Čoro (Franc) Škodlar (2. november 1902, Ljubljana – 19. maj 1996, Ljubljana – Vič), slikar, restavrator in časnikar
- France Mihelič (27. april 1907, Virmaše pri Škofji Loki – 1. avgust 1998, Ljubljana), slikar, grafik in ilustrator, partizan ter odposlanec na Zboru odposlancev slovenskega naroda v Kočevju, profesor na ALUO, redni član SAZU, prejemnik več nagrad
- Vida Fakin (6. april 1915, Ljubljana – 10. junij 2001, Ljubljana – Vič), akademska slikarka
- Rudi Gorjup (12. april 1915, Ljubljana – Vič – 8. junij 2011, Ljubljana – Vič), akademski slikar, grafični oblikovalec in profesor
- Franc Golob (30. november 1941, Celje –), slikar, grafični oblikovalec, fotograf in profesor
- Tomaž Gorjup (9. april 1950, Ljubljana, domnevno Vič –), akademski slikar in prejemnik Župančičeve nagrade

## Vojska
- Lojze Rant (1. junij 1874–22. julij 1934, Ljubljana – Vič), mornarski podpolkovnik in finančni svetnik
- Stane Grapar (23. avgust 1904–30. oktober 1970, Ljubljana – Vič), domobranski poročnik
- Rudolf Hribernik - Svarun (1921, Horjul – 2002, Logatec), narodni heroj in general, pokopan na Viču
- Marjan Novak – Mihajlo (Jovo) (11. maj 1915–20. marec 1943, Ljubljana – Kozarje), padel v boju, eden od ustanoviteljev terenskega odbora OF na Viču, nekaj časa se je po njem imenovala OŠ Vič
- Franci Uršič (1924–53, Ljubljana – Vič), kap. JLA
- Ivan Skubic (30. marec ?–?), izdajalec bivališča in delavnice v hiši Ivana Skodlarja, ubili so ga partizani
- Ivan Skodlar (?–?), predsednik PGD Kozarje – Podsmreka, okrajni orožni stražmojster, lastnik bunkerja v hiši na Cesti Dolomitskega odreda 54, v katerem je bila radijska delavnica in tiskarna OF
- Janez Erbežnik (?-?), lastnik kovaške delavnice, pod katero je bil bunker, kamor so prinesli tiskarski stroj tiskarne Podmornica